# Bruno Christensen & Sønner Orgelbyggeri

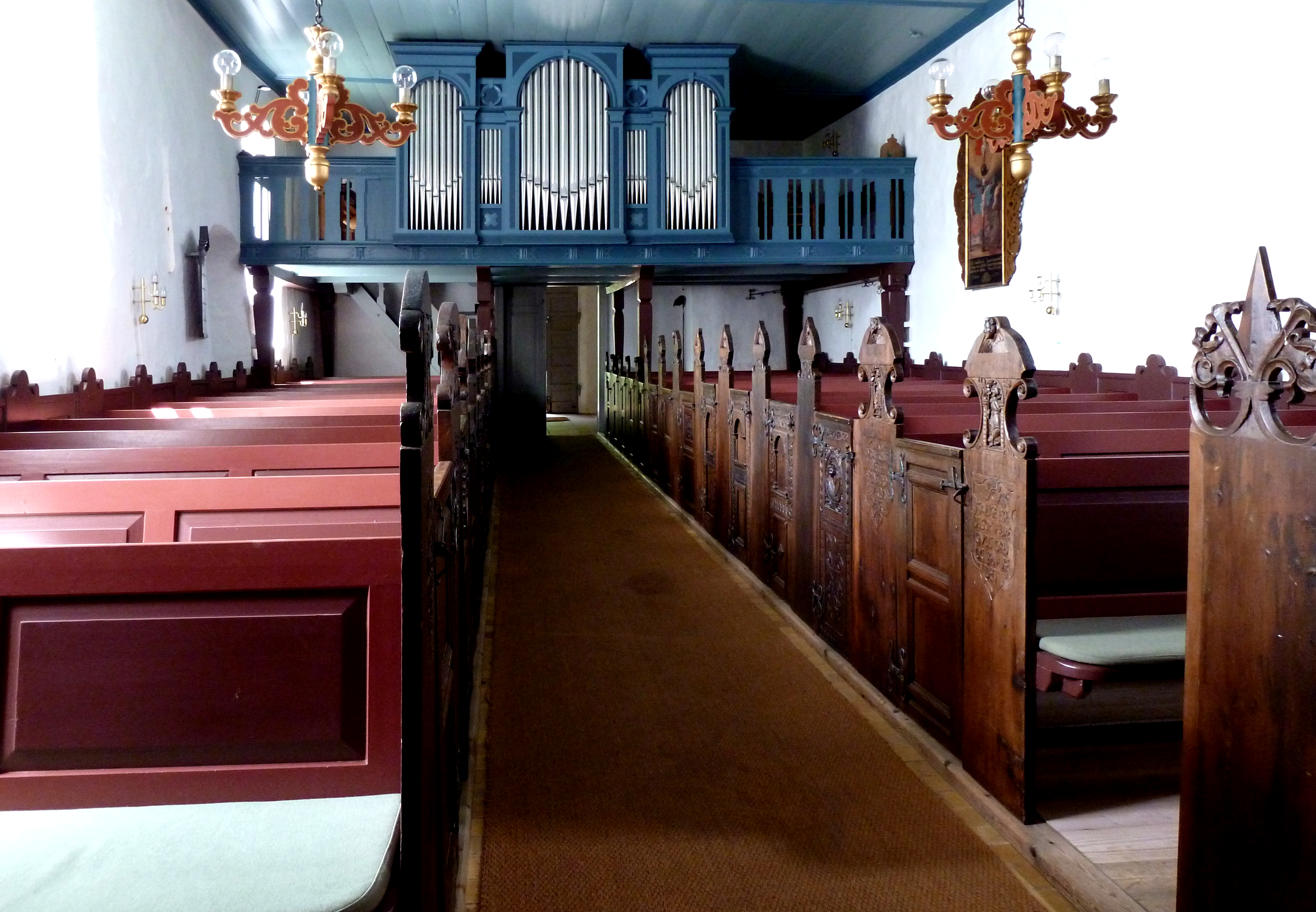
Daler kyrka, Tønder.

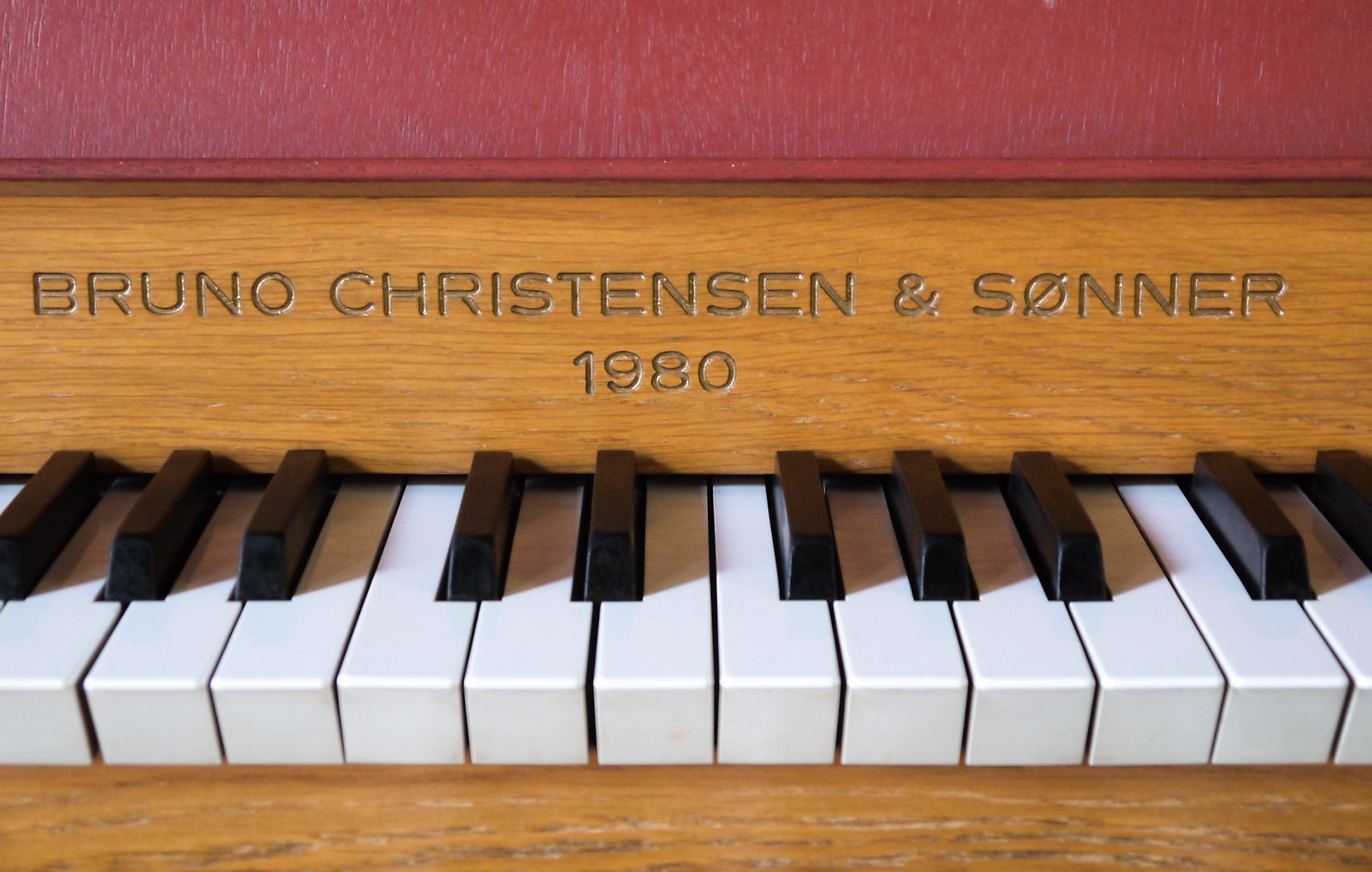
Företagsskylt i Berlin-Wannsee

Bruno Christensen & Sønner Orgelbyggeri är ett företag i Tinglev i Danmark.
Bruno Christensen & Sønner Orgelbyggeri startade i augusti 1966, men familjeföretaget grundare, Bruno Christensen, började bygga orglar redan 1936. De två äldsta sönerna var från början med i firman och Aksel och 1971 tillkom tvillingarna Aksel och Peter Christensen. Bruno Christensen drog sig tillbaka 2001 och sedan dess är Peter Christensen verkställande direktör.
Sedan 1966 har firman byggt drygt 500 orglar, som även exporterats till kyrkor i hela Norden och Tyskland.

## Orglar i svenska kyrkor (urval)
- 1968 Huddinge kyrka
- 1969 Huskvarna kyrka, även kororgel
- 1970 Södra Vi kyrka
- 1970 Folkärna kyrka
- 1971 Skärstads kyrka kororgel
- 1973 Carl Gustafs kyrka, Karlshamn
- 1974 Sankta Ragnhilds kyrka, Södertälje.
- 1975 Härnösands domkyrka
- 1978 Öxnehagakyrkan
- 1980 Fresta kyrka
- 1980 Oscarskyrkan, Stockholm. Ombyggnad av huvudorgel. Kororgel.